# スフィアン・アヌアル
ムハンマド・スフィアン・ビン・アヌアル（Muhammad Sufian bin Anuar、1987年8月26日 - ）は、シンガポールのサッカー選手。シンガポール代表。ポジションはFW。

## 経歴
2006年にホーム・ユナイテッドでプロデビュー。翌年にはヤング・ライオンズに移籍し2シーズン在籍した後に、ホーム・ユナイテッドに復帰。
2012年には新たに設立されたシンガポール・ライオンズXIIの初期メンバーとなり、同チームに移籍。3月6日に初得点をFELDAユナイテッドFCから挙げ、この試合も3-1で勝利した。20日にはジャラン・ベサール・スタジアムでセランゴールFAから得点を挙げ、この試合を1-1の引き分けに持ち込んだ。5月12日にはケダFAから得点を挙げて3-3の引き分けに持ち込んだ。6月16日にはシャーフィル・エサーのフリーキックに合わせて得点し、この試合はサバFAに対して9-0の大勝となった。19日にはトレンガヌFAから得点を挙げた。しかし、シンガポール・ライオンズXIIは同国U-23代表の強化の指針を打ち出したため、翌年のメンバーとはならず、ウォリアーズFCに移籍した。
2014年になるとシンガポール・ライオンズXIIの方向性も変わった為に同チームへ復帰。この時、元主将のシャーリル・イシャク、ハリス・ハルン、バイハッキ・カイザンと言った同国代表の中心人物が代わりに同チームを離脱していった。しかしながら、監督のファンディ・アマドがカイルル・アムリをスターティングメンバーに選ぶため、その座を奪取する事は出来なかった。4月15日のパハンFA戦で負傷したカイルル・ニザムに代わって出場し、同チームではハリス・ハルンに次いで、結成以来二人目のハットトリックを達成した。

## タイトル
シンガポールU17
- ライオン・シティ・カップ: 2004 [4]